# Hypoplectrus puella

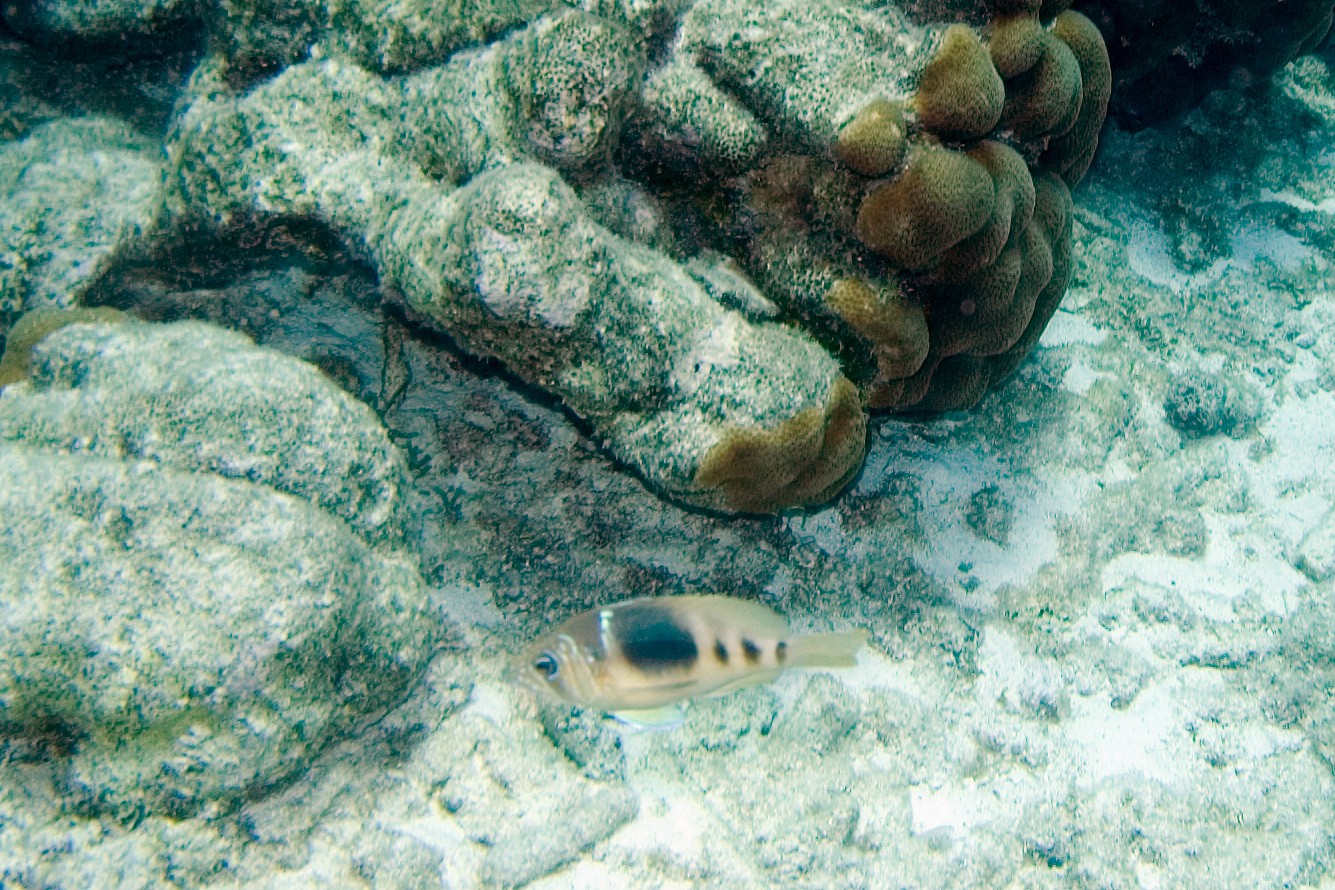
Hypoplectrus puella

Hypoplectrus puella (Cuvier, 1828) è un pesce osseo appartenente alla famiglia Serranidae e alla sottofamiglia Serraninae che proviene dal golfo del Messico.

## Distribuzione e habitat
Questa specie comune proviene dall'ovest dell'oceano Atlantico, dove è diffuso dal golfo del Messico a Bermuda. Vive in acque poco profonde (fino a 23 m, di solito più in superficie), talvolta torbide, nelle barriere coralline e lungo le scogliere, in zone con fondale roccioso.

## Descrizione
Il corpo è compresso sui lati, piuttosto alto, e raggiunge una lunghezza di 15,2 cm. Gli esemplari giovanili presentano macchie scure sul peduncolo caudale, assenti negli adulti. La colorazione è a fasce verticali marroni e gialle pallide-biancastre; la prima fascia scura passa dall'occhio. Il colore delle pinne pelviche è variabile.

## Biologia

### Comportamento
È prevalentemente solitario.

### Alimentazione
È carnivoro e la sua dieta comprende sia pesci più piccoli che crostacei come gamberetti, anomuri (Petrolisthes), stomatopodi e isopodi.

### Predatori
È spesso preda di Epinephelus striatus.

## Pesca
Non viene pescato frequentemente, ma sono stati riportati casi di ciguatera causati dal suo consumo.